# 豐鄉町立豐鄉小學校
豐鄉町立豐鄉小學校（日语：／ Toyosato Chō Toyosato Shogakkō */?）是位於日本滋賀县犬上郡豐鄉町大字石畑的一所公立小学。其舊校舍因其歷史地標地位、週邊的保育工作以及曾作為動漫取景地而聞名全國。

## 历史沿革
該校的歷史可以追溯到1873年（明治6年）。當時，包括四宿院村在內的七個村落聯合創辦了成文小學、達务小學和先进小學。其中，成文小學和先进小學沒有校舍，它们分别借用了唯念寺的僧舍及常禅寺的正殿办学。之後，學校根據滋贺縣厅於1886年（明治19年）颁布的县令，改組為1個普通科和3個簡易科，並將「尋常科至熟小学校」改名為現在的豐鄉小學，这所学校最初在成文小學的办学地点唯念寺办学，但在1887年（明治20年），滋贺县出身的富商薩摩治兵衛等捐贈建造了新的校舍:52。